# تل عيشة
تل عيشة  قرية سوريّة تتبع إداريّاً لمحافظة حلب منطقة الباب ناحية الراعي، بلغ تعداد سكانها 250 نسمة حسب التعداد السكاني لعام 2004.